# Breuil-Cervinia

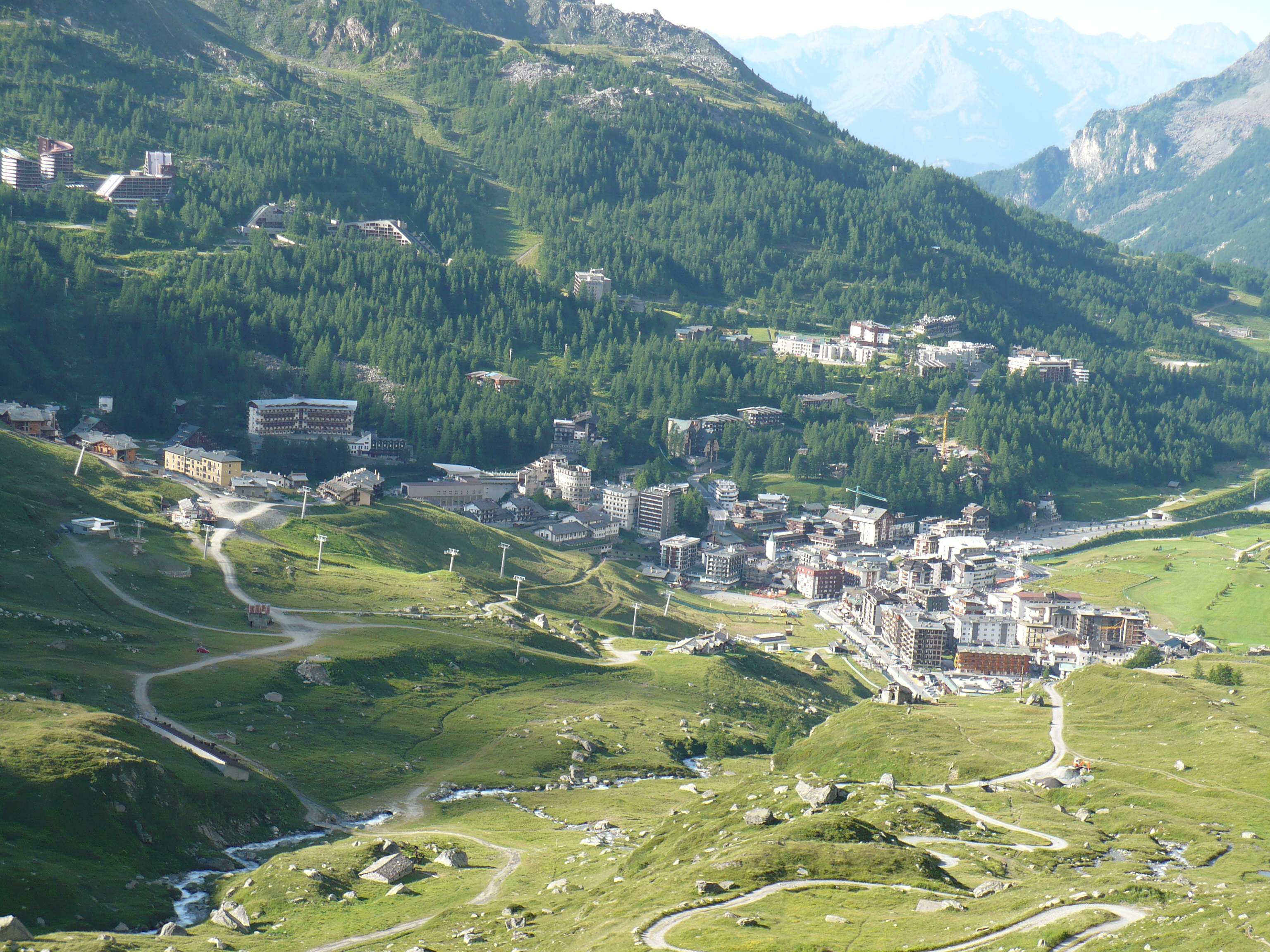
Panorama veraneiro da localidade.

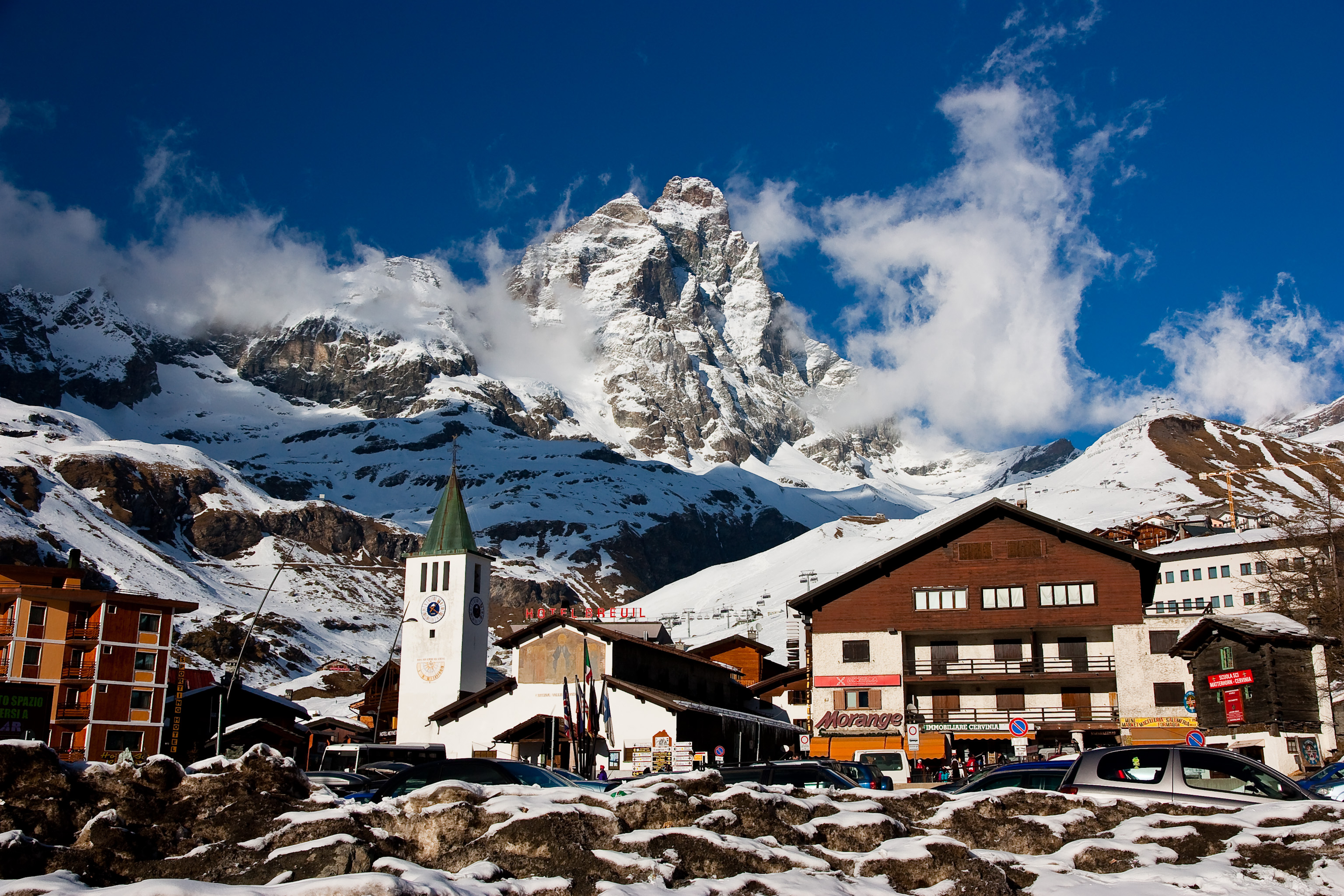
Vista do Matterhorn (Monte Cervino) a partir da localidade.

Breuil-Cervinia é uma fração do município italiano de Valtournenche, na região e província do Vale de Aosta.
Breuil é o nome originário em francês provavelmente derivado da voz arpitana breuil ou braoulé que indica as planícies palúdicas de montanha, topónimo muito difundido no Vale de Aosta; Cervinia é o nome italiano alocado à localidade na época fascista.
Actualmente é uma estação de esqui. Cervinia fica a 2.006 msnm, aos pés do Matterhorn (em italiano, Monte Cervino; em francês, Mont Cervin), num vale rodeado por altas montanhas cobertas de glaciares, e a nua fachada rochosa do Jumeaux. Compartilha zona de esqui com Zermatt na Suíça. Alguns dos percursos são muito longos, sendo o maior deles de 22 km desde o Klein Matterhorn (em francês, Petit Cervin) em Suíça para abaixo até Valtournenche em Itália.
A cidade albergou os Campeonatos do mundo de FIBT em 1971, 1975 e 1985.